# Famille Callinet
La famille Callinet est une famille de facteurs d'orgues français implantés à Rouffach en Alsace. Les Callinet sont devenus au XIXe siècle les organiers les plus représentatifs d'Alsace après les Silbermann. De Joseph Rabiny dont ils sont les héritiers, à Louis-François Callinet, dernier représentant de cette dynastie, ils ont construit, sur un peu plus d'un siècle, quelque 150 instruments, dont environ 60 ont été, peu ou prou, conservés.

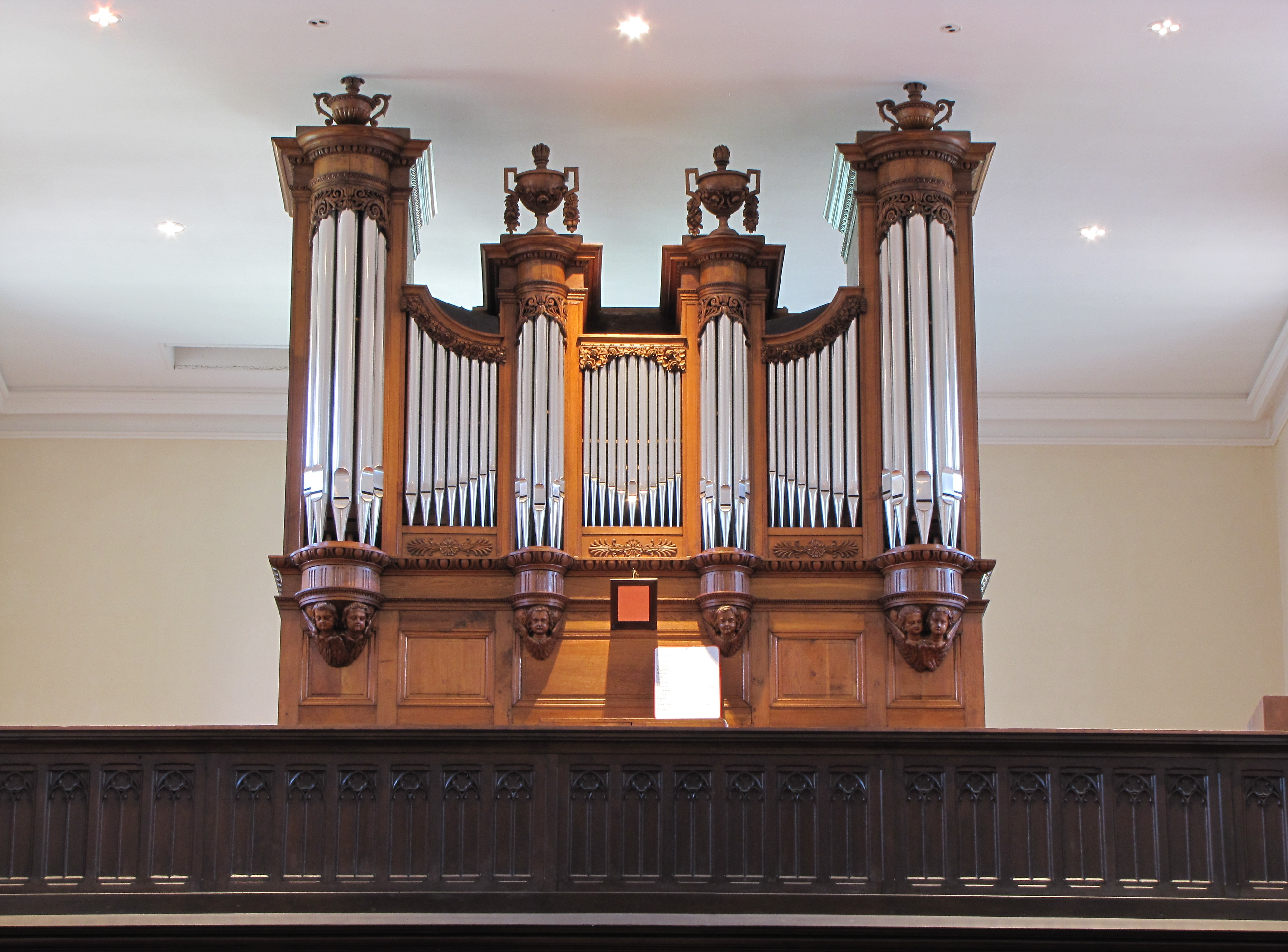
Orgue Callinet de l'église
Saint-Sébastien de Soultzmatt,
construit en 1837-1838.

## Histoire et généalogie

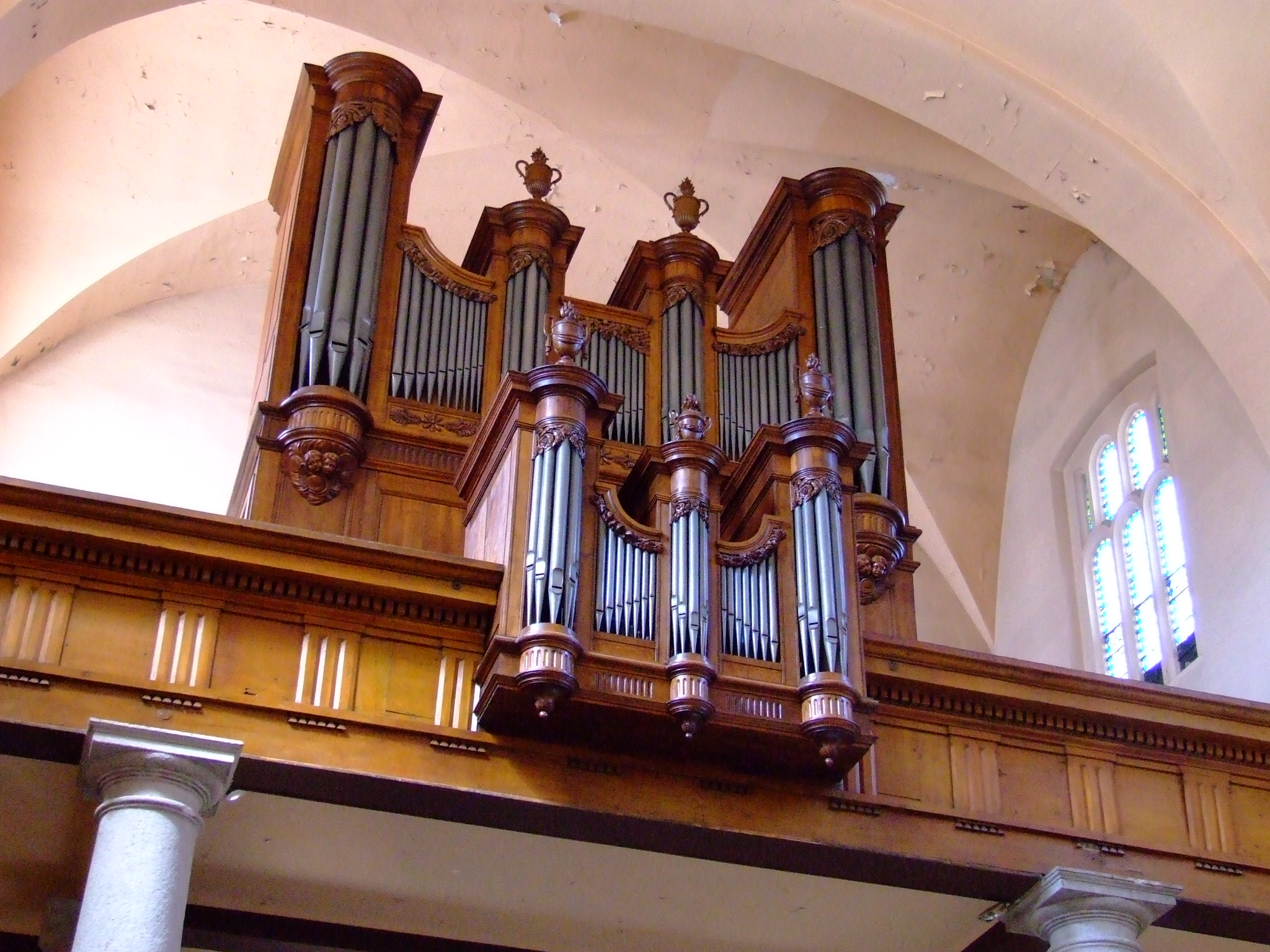
Orgue Callinet frères, église Notre-Dame Saint-Etienne.

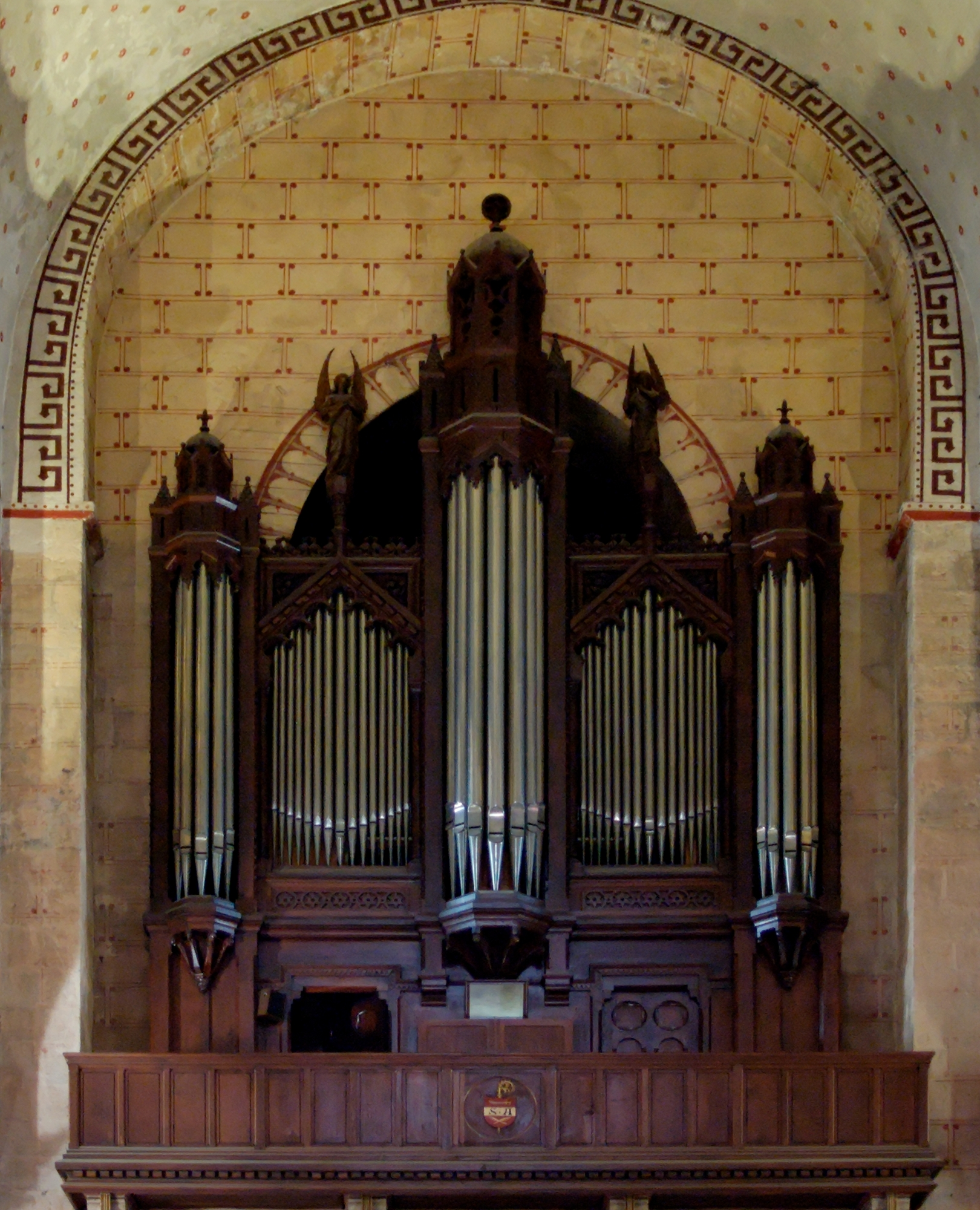
Saint-Austremoine d'Issoire.

Cette dynastie débute avec Charles-Joseph Riepp et Joseph Rabiny. En effet Joseph Rabiny est le neveu du célèbre facteur d'orgue de Dijon. Après un début de carrière itinérant, très courant à l'époque, il rejoint en 1775 son oncle à Dijon pour prendre sa succession, celui-ci disparaissant le 5 mai 1775. Ayant découvert l'Alsace lors de la construction de l'orgue de la toute nouvelle église Notre-Dame de Guebwiller en 1785 et espérant y travailler plus régulièrement, il quitte Dijon en 1787, laissant l'atelier sous la responsabilité de son contremaître François Callinet, pour s'installer à Rouffach qui deviendra ainsi la terre d'adoption de toute la famille Callinet.
François Callinet (Ladoix 1er octobre 1754 - Rouffach 21 mai 1820), travaille durant 10 ans à Paris où il acquiert la maîtrise du style classique français, notamment auprès d'Adrien Lépine, avant de rentrer en Bourgogne et travailler pour Joseph Rabiny. Après avoir épousé la fille-aînée de son maître, Marguerite, en 1794, afin de faire face au succès obtenu à Rouffach, il ferme l'atelier de Dijon pour rejoindre son beau-père en 1798. Ils travaillent ensemble jusqu'en 1810, aidés de 1804 à 1819 par un neveu de François: Louis Callinet.
Louis Callinet (Ladoix 19 avril 1786 - Paris 2 août 1845) quitte Rouffach pour Paris à la mort de François, ne supportant pas de rester sous les ordres de Joseph, son cadet de 9 ans. Il va rapidement jouir à Paris d'une certaine notoriété. Après des débuts solitaires (Saint-Pierre de Chaillot 1820) et un bref passage chez François Dallery, il s'associe d'abord avec Antoine Somer, de 1821 jusqu'à sa mort en 1830 (orgue du temple de l'Oratoire du Louvre), puis, après une nouvelle période en solo (Notre-Dame-des-Blancs-Manteaux 1835), il "s'associera" finalement avec André-Marie Daublaine et l'organiste Félix Danjou de 1839 à 1844. Mais son caractère pour le moins instable et surtout le scandale de la restauration avortée de l'orgue de Saint-Sulpice de Paris où, lors d'une crise de quasi démence, le 11 avril 1843, il vandalise une partie de la tuyauterie, conduisent à son éviction par ses associés. Il finira ses jours en travaillant à la journée chez Aristide Cavaillé-Coll.
À la mort de François, le 21 mai 1820, c'est son fils aîné, Joseph (Dijon 15 novembre 1795 - Rouffach 13 juillet 1857), âgé de 24 ans qui prend la succession de l'entreprise. Il assure également l'achèvement de l'apprentissage de son cadet Claude-Ignace (Rouffach 12 juin 1803 - Vesoul 24 juillet 1874) âgé de 17 ans. En 1827, pour parfaire sa formation, Claude-Ignace quitte son frère pour aller chez son cousin Louis à Paris, puis revient à Rouffach en 1833. Pendant 10 ans, «l’association des deux frères constitue alors l’entreprise française de facture d’orgues la plus productive, organisée en ateliers spécialisés : dessinateurs, menuisiers, monteurs, tuyautiers, etc. Les “ patrons ” se réservaient les relations avec la clientèle, la coordination générale, et l’harmonie des instruments. La coordination technique était assurée par un contremaître, Jean Widor. Ce sont plus de 10 instruments qui sortent chaque année de la manufacture». Les deux frères se séparent définitivement en 1843, continuant chacun d'exercer sous leur nom propre. 
La maladie contraint Joseph à laisser l'atelier de Rouffach à son contremaître François-Antoine Berger en 1855.
De son côté, après quelques années à son compte à Rouffach (orgue de l'église Saint-Austremoine d'Issoire 1870), Claude-Ignace part installer son fils Louis-François (Rouffach 1er mars 1834 - vers 1890) à Vesoul en 1872; mais l'activité de ce dernier décline progressivement: agrandissement à Besançon Saint-Pierre 1875, Nods et Fréland (construction) 1877, relevage à Saint-Amarin & réparation à Mulhouse, Ste-Marie-Auxiliatrice 1879, Le Russey 1880, Pierrefontaine-les-Varans & agrandissement à Guewenheim 1882, construction à Largitzen 1884.

## Instruments
Sur les 150 orgues reconnus aux Callinet de Rouffach, voici, parmi les 60 existant encore de nos jours, une sélection établie d'après le site cité en lien externe et la Base Palissy des Monuments Historiques.

### Louis Callinet (dit "Le Parisien")
- 1820 Paris, Saint Pierre-de-Chaillot, orgue modeste à la composition encore très classique, remplacé par un orgue neuf de Daniel Birouste en 1994.
- 1828 Paris, Temple de l'Oratoire du Louvre, alors qu'il était associé à l'organier parisien Antoine Somer, reconstruit en 1898 par Joseph Merklin.
- 1831 Orléans, cathédrale Sainte-Croix, reconstruction : 45 jeux sur 4 claviers et pédalier à la "française", restauré et profondément modifié par Aristide Cavaillé-Coll en 1880, restauré en 2007 par Bernard Hurvy.
- 1835 Paris, Notre-Dame-des-Blancs-Manteaux, buffet  Classé MH[3], complété par Joseph Merklin en 1864.
- 1836, Soissons, cathédrale Saint-Gervais-Saint-Protais, restauration totale de l'orgue Clicquot de 1766, remplacé en 1956 par Victor Gonzalez.

Il s'agit d'orgues construits sous son nom propre, mais la plus grande part de sa production l'a été sous la raison sociale Daublaine & Callinet de 1839 à 1844.

### François Callinet (avec Joseph Rabiny jusqu'en 1810)

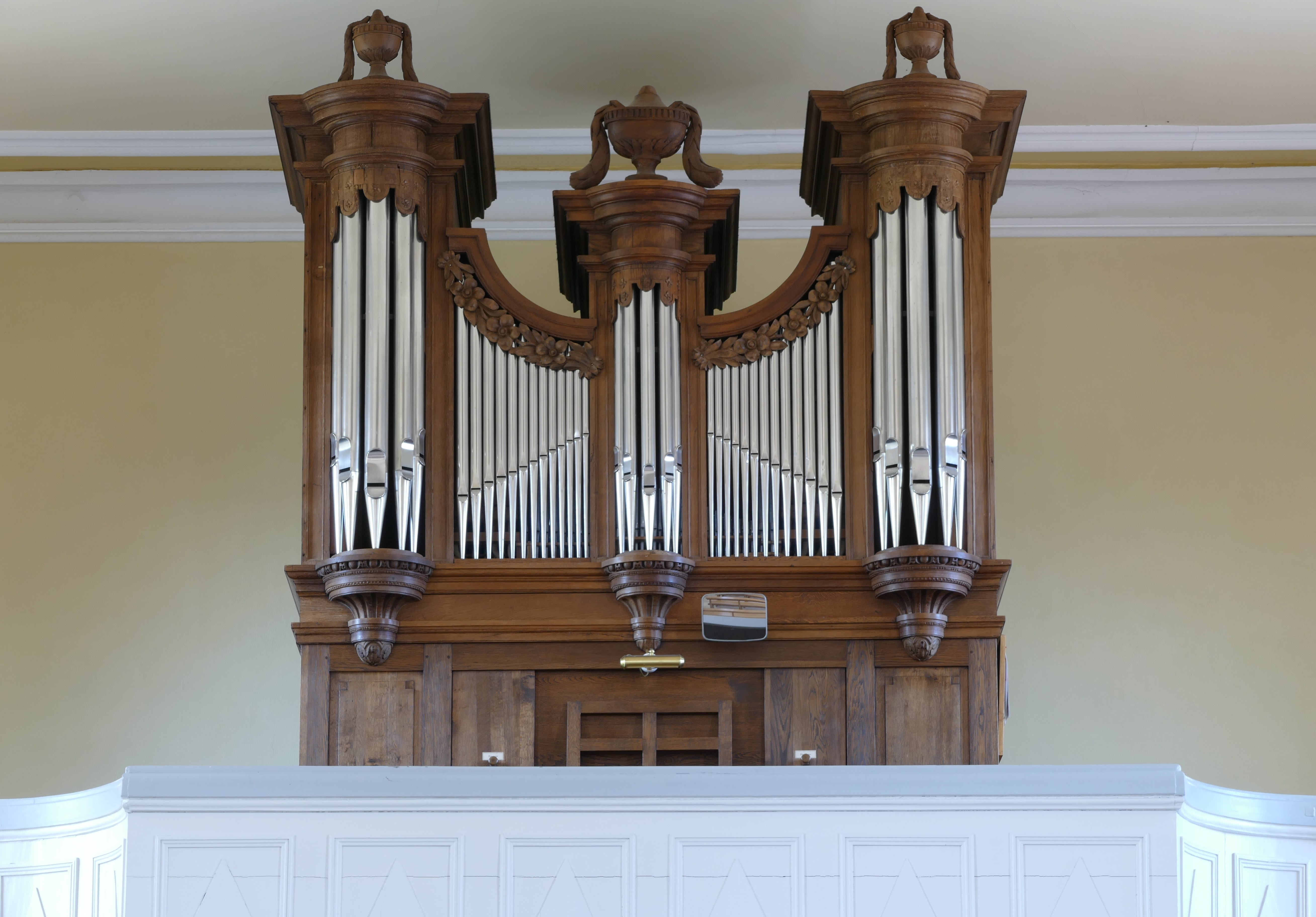
Richtolsheim église Saint-Arbogast.

- 1789 Notre-Dame d'Auxonne, reconstruction à neuf dans l'ancien buffet agrandi (seul, atelier de Dijon), restauré par Laurent Plet en 1997, buffet  Classé MH[4] et instrument   Classé MH[5].
- 1806 Saint-Dizier de Willer-sur-Thur, disparu.
- 1808 Saint-Étienne de Mackenheim, dont il reste le buffet visible à Saint-Arbogast de Richtolsheim.
- 1808 Église Sainte-Foy de Sélestat, remplacé par un orgue de Callinet frères en 1843, lui-même remplacé par un orgue de Martin Rinckenbach en 1892.
- 1812 Cathédrale Saint-Apollinaire de Valence (Drôme) reconstruction (avec premier pédalier à l'allemande en France en dehors de l'Alsace) dans le buffet de Samson & Louis Scherrer de 1753, remplacé par Charles Mutin en 1898.
- 1815 Notre-Dame du Schauenberg à Pfaffenheim, vendu à René Kientzi.
- 1818 Saint-Nicolas de Ruelisheim, remplacé par un orgue neuf de Claude-Ignace en 1867.
- Entre 1815 & 1819 Saints Philippe-et-Jacques d'Obermorschwihr, restauré en 1988 par Gaston Kern sous l'expertise de René Kientzi.
- Entre 1815 & 1819 Saint-Arbogast de Munwiller, 11 jeux sur un clavier avec Pédale en tirasse, pratiquement inchangé.
- 1820 Cathédrale Saint-Lazare d'Autun, remplacé par Joseph Merklin en 1876.

### Joseph et Claude-Ignace Callinet

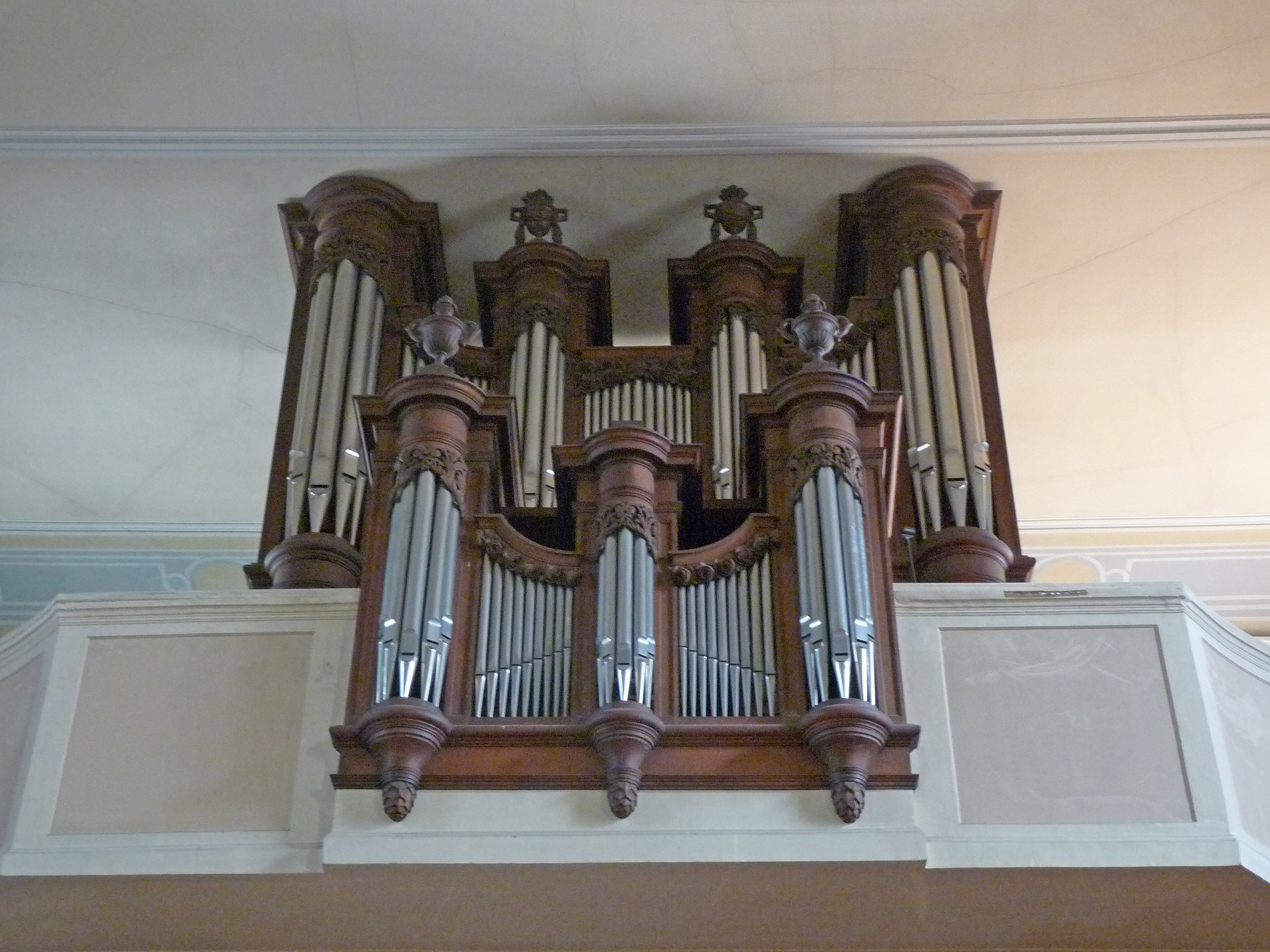
Oltingue, église Saint-Martin.

- 1823 Saint-Jean de Ballersdorf, transféré à Neubois Saint Materne en 1879 par Matthaeus Moessmer, modifié à plusieurs reprises, restauré dans l'état Callinet en 1988 par Alfred Kern, instrument  Classé MH[6].
- 1823 Saint-Jacques-le-Majeur de Bouxwiller, modifié par Joseph-Antoine Berger en 1891, existe toujours.
- 1826 Saint-Gall de Obersaasheim, remanié par Alfred Berger en 1925 & 1932 et par Georges Schwenkedel en 1951, relevé en 1981 par Alfred Kern.
- 1833 Saint-Jean-Baptiste de Mollau, œuvre majeure, caractéristique du style Joseph Callinet, qui plus est, le mieux conservé de tous ceux parvenus jusqu'à nous, 26 jeux sur II/Ped avec positif dorsal, authentique mis à part 3 jeux changés lors de la "baroquisation" de 1961 par Alfred Kern, relevé par Hubert Brayé en 2011; buffet  Classé MH[7] ainsi que la partie instrumentale[8].
- 1835 Collégiale Notre-Dame-des-Marais de Villefranche-sur-Saône, inauguré par Charles-François Widor (père de Charles-Marie), modifié par Hughes Beaucourt en 1873, restauré par S.A. Dunand de Villeurbanne en 1986, buffet  Classé MH[9] ainsi que la partie instrumentale[10].
- 1837 Notre-Dame de Saint-Étienne ; construit par les frères Callinet, à un moment qui marque l'apogée de leur carrière, cet orgue effectue avec un rare bonheur la transition entre la musique de XVIIIe siècle et le romantisme, mais aussi la synthèse entre le style français et le style allemand ; modifié et agrandi par Beaucourt en 1870 dans le style symphonique, il est porté à 4 claviers et néo-baroquisé par Michel-Merklin & Kuhn en 1964. L'instrument est restauré dans sa disposition originelle en 1995 par Gaston Kern, à la tête de la Manufacture d'orgues alsaciennes ; 36 jeux répartis sur trois claviers et un pédalier, traction mécanique, accouplement à tiroir, pas de tirasse ;  Classé MH[11].
- 1837 - 38 Saint-Sébastien de Soultzmatt, premier orgue construit sous la raison sociale "Callinet frères", 28 jeux sur II/Ped, modifié en 1895 par Joseph-Antoine Berger avec notamment suppression du Postif dorsal dont la tuyauterie est "relogée" dans un Récit expressif, restauré par Daniel Kern en 2009 mais sans restitution du Positif dorsal; buffet  Classé MH[12] ainsi que la partie instrumentale[13].

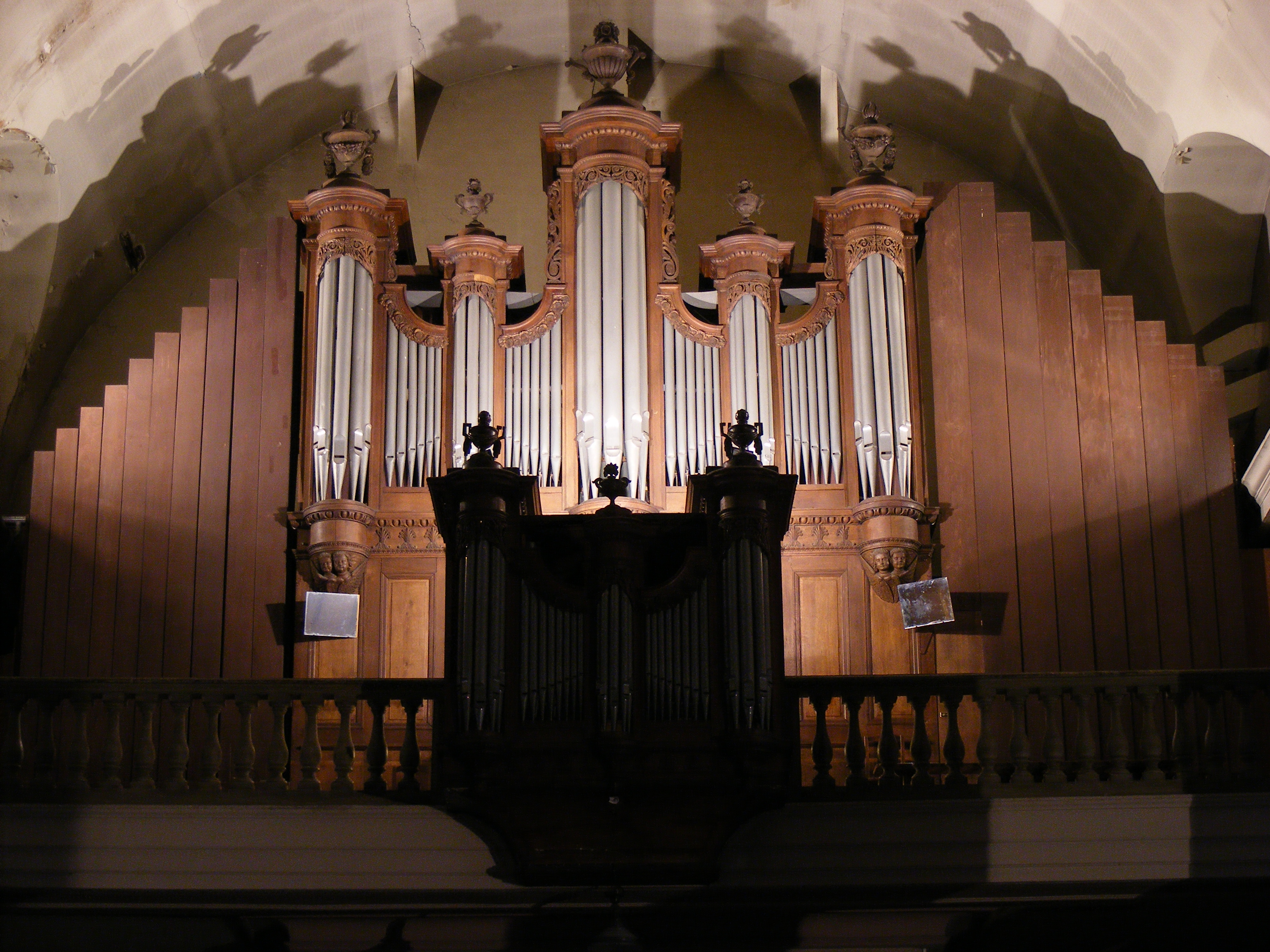
Orgue Callinet frères (1841) - cathédrale Saint-Vincent de Mâcon.

- 1838 Saint-François de Sales de Lyon, restauré par Aristide Cavaillé-Coll en 1864, transféré à Saint-Bruno de Voiron par Hugues Beaucourt en 1883, restauré par Ruche & Meslé en 1958 et par Daniel Kern en 2002; 39 jeux sur III/Ped, instrument  Classé MH[14].
- 1838 Église Notre-Dame-du-Marthuret de Riom, en 1881 Louis-François Callinet remanie la partie instrumentale, restauré en 1915 la maison Merklin et Kuhn, en 1929, en 1952, en 1988-1989 par les Etablissements Danion-Gonzalez[15],[16].
- 1841 Cathédrale Saint Vincent de Mâcon.
- 1842 Saints-Projet-et-Amarin de Raedersheim, un clavier de 9 jeux, 3 jeux à la Pédale, intact si ce n'est le pédalier remplacé en 1898 par Joseph-Antoine Berger qui ajoute une Trompette 8' d'origine Rinckenbach à la Pédale, et le clavier et la Montre 4' (réquisitionnée en 1917) remplacés par Chrétien Steinmetz en 1976.
- 1842 Collégiale Notre-Dame-d'Espérance de Montbrison, 42 jeux sur III/Ped, modifié et réharmonisé par Joseph Merklin en 1870, restauré dans son état originel par Jean Dunand en 1983, buffet  Classé MH[17] ainsi que la partie instrumentale[18].
- 1843 Les Cordeliers de Lons-le-Saunier, reconstruction dans le buffet ancien  Classé MH[19], de l'orgue de l'abbaye de Gigny (transféré par leur père François en 1806), modifié par Charles Michel en 1897, 43 jeux sur III/Ped, restauré en 1985 par Pascal Quoirin dans son état Callinet, instrument  Classé MH[20].
- 1843 Saint-Léger de Guémar, un des derniers construits avant la séparation des deux frères, conçu et monté par le seul Claude-Ignace, caractéristique de ses innovations personnelles tant pour le buffet que pour l'instrument, authentique sauf la façade réquisitionnée en 1917 et remplacée lors de la restauration de 1973 par Alfred Kern.
- 1843 Saint-Martin d'Oltingue, là encore un chef-d'œuvre et un des derniers construits avant la séparation des deux frères, celui-ci monté par Joseph, authentique à part la Montre reconstituée par Gaston Kern lors de la restauration de 1978 sur le modèle de celle, authentique, de Mollau; possède 2 jeux d'anches libre comme à Wolxheim : Ophicléide 16' à la Pédale et les 2 octaves graves du Basson-Hautbois 8' du Positif dorsal; instrument  Classé MH[21].
- 1844 Saint-Étienne de Wolxheim, par le seul Claude-Ignace, devenu indépendant, dans le buffet de l'orgue de Sébastien Kraemer de 1780, avec comme à Oltingue 2 jeux à anches libres (Basson-Hautbois appelé Cor anglais), malheureusement fort modifié en 1887 par Martin Rinckenbach qui transfère la tuyauterie du Positif dorsal (buffet réduit à une simple façade) dans un Récit expressif, réparé en 1984 par Gaston Kern; buffet  Classé MH[22] ainsi que la partie instrumentale[23].

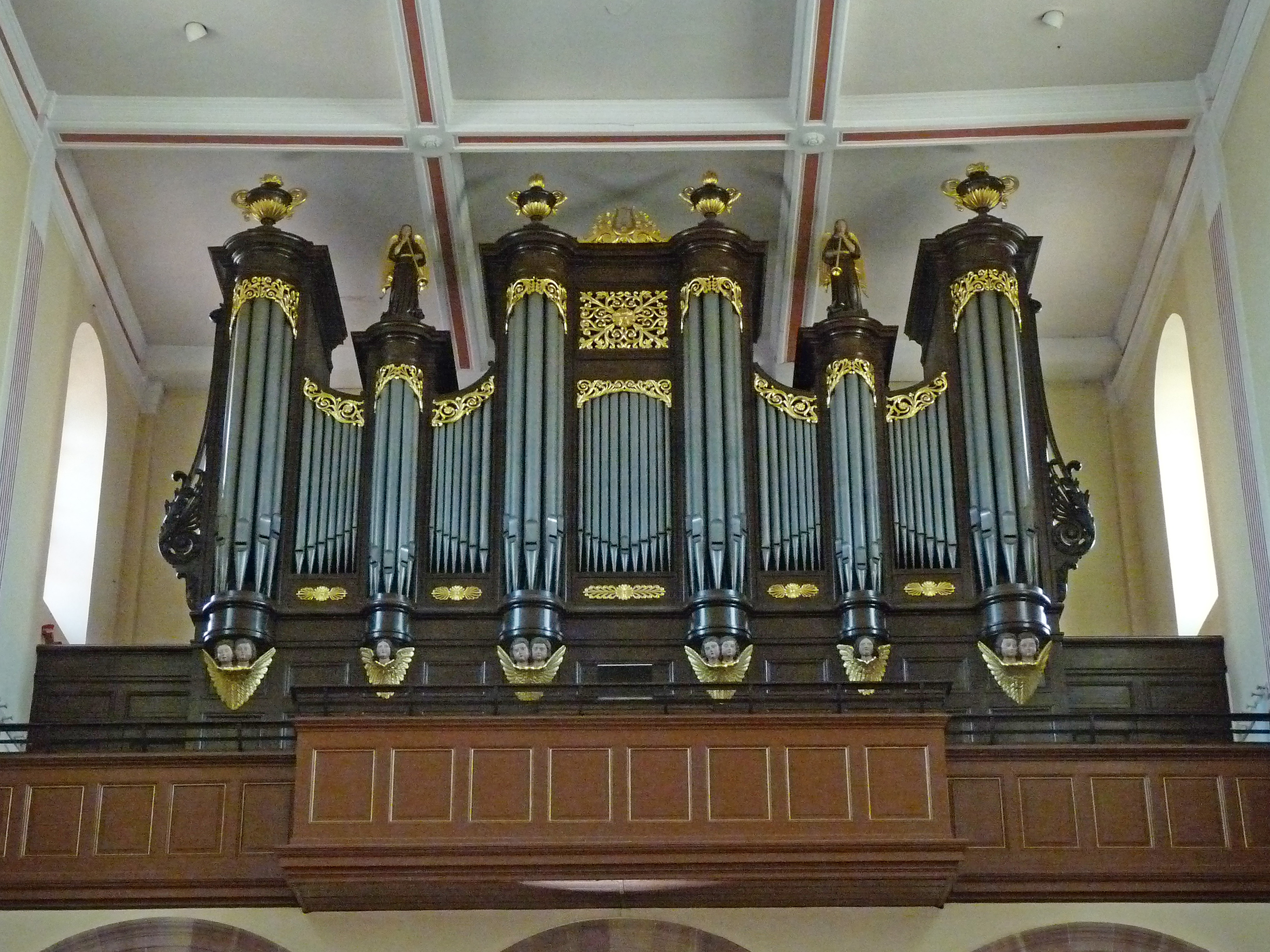
Dannemarie-Orgue Joseph Callinet.

- 1846 Saint-Léonard de Dannemarie, 38 jeux sur III/Ped, par Joseph seul, pneumatisé et romantisé par Edmond Alexandre Roethinger en 1912, restauré avec retour à l'harmonisation Callinet par Alfred & Daniel Kern en trois étapes : 1977, 83, 85 ; buffet  Classé MH[24] et restauré en 2004, la partie instrumentale serait classée depuis 2012, mais la fiche est introuvable pour l'instant.
- 1846 Pensionnat de Lure (Joseph seul), transféré, après pas mal d'errances (Rouffach, Issenheim), à la chapelle Saint Joseph  de la mission catholique slovène de Freyming-Merlebach en 1988 par Willy Meurer.
- 1846 Saint Jean-Baptiste de Solliès-Pont (Joseph seul), 21 jeux sur II/Ped, instrument  Classé MH[25], restauré en 2011 par Pascal Quoirin.
- 1850 collégiale Saint-Jacques à Sallanches (Joseph seul), trois claviers manuels (grand orgue, 14 jeux ; positif, 10 jeux ; récit, 13 jeux) et un pédalier (8 jeux), instrument  Classé MH[26], restauré par Pascal Quoirin en 2011.
- 1853 Saint-Léger d'Oberhergheim, le chef-d'œuvre du seul Claude-Ignace, le dernier Callinet à Positif de dos, Montre de 16 pieds au Bb1, 38 jeux sur III/Ped, très bien conservé et authentique sauf les Montres réquisitionnées en 1917 et remplacées lors de la restauration de 1993 par Gaston Kern, relevé en 2005 par Jean-Christian Guerrier ; instrument  Classé MH[27].

### Louis-François Callinet
- 1870 Abbatiale Saint-Austremoine d'Issoire, avec son père Claude-Ignace, restauré par Théo Haerpfer en 1985, instrument  Classé MH[28].
- 1872 Saint-Nicolas de Widensolen, le dernier orgue construit en collaboration avec son père Claude-Ignace, âgé de 69 ans ; 22 jeux sur II/Ped, quasi intact, sauf la Montre réquisitionnée en 1917 et la Voix Céleste ; buffet  Inscrit MH[29], instrument  Classé MH[30].
- 1877 Assomption de la Bienheureuse-Vierge-Marie de Fréland, le chef-d'œuvre de Louis-François et un des tout derniers orgues Callinet, si ce n'est le dernier construit existant encore[31] ; 28 jeux sur II/Ped, relevé en 1990 par Antoine Bois.

## Exemples sonores
- Michel Corrette Offertoire sur les grands jeux : la St-Dominique, aux orgues Callinet de l'église Notre-Dame à Saint-Étienne par Jean-Luc Perrot YouTube
- Michel Corrette Noël provençal aux orgues Callinet de l'église Notre-Dame à Saint-Étienne YouTube